# Yougoslavie aux Jeux olympiques d'été de 1924

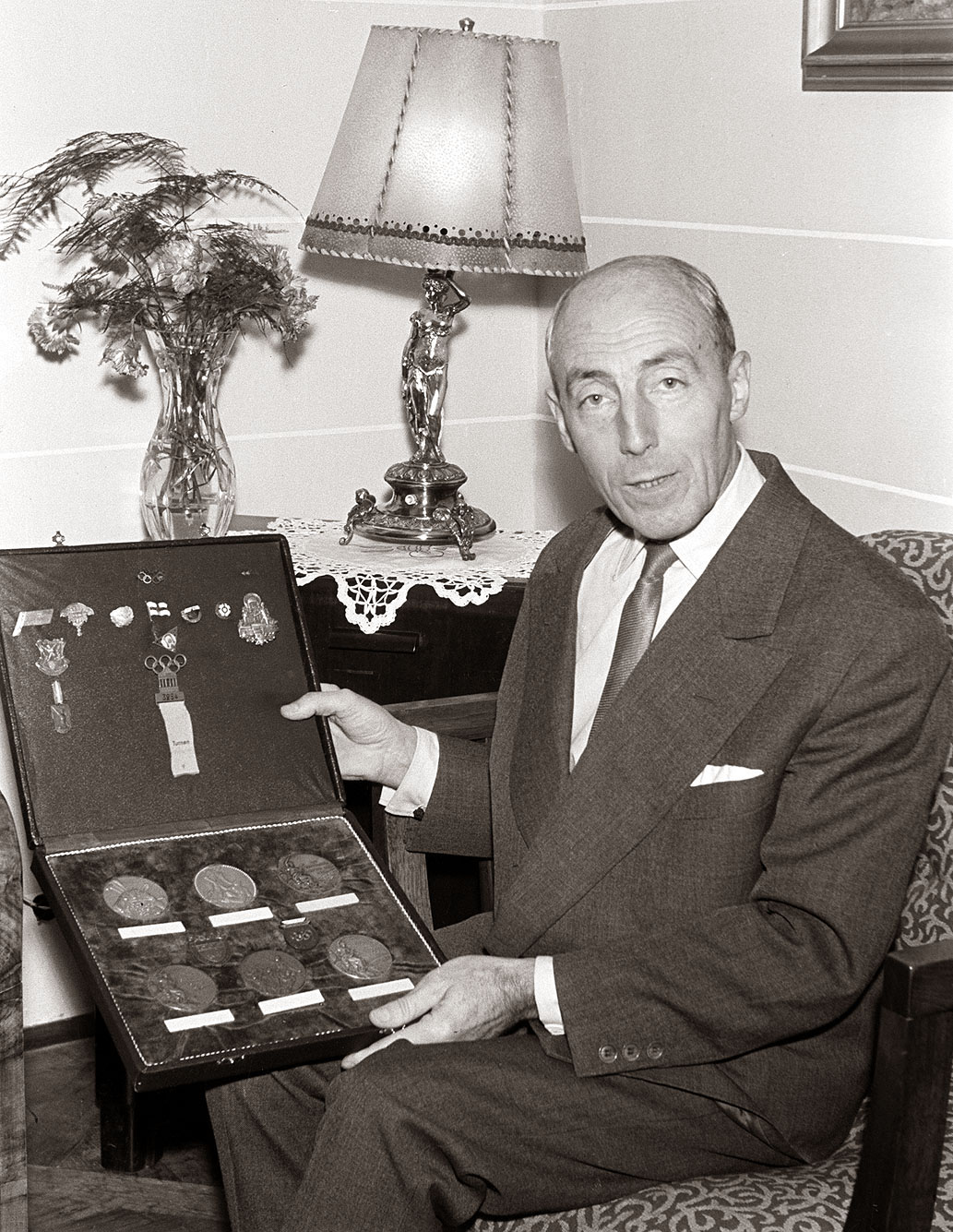
Le gymnaste Leon Štukelj montrant ses 6 médailles olympiques (photo de 1958).

La Yougoslavie participe aux Jeux olympiques d'été de 1924 à Paris en tant que Royaume des Serbes, Croates et Slovènes et ceci pour la seconde fois, après 1920. La délégation yougoslave est présente dans de nombreux sports (athlétisme, lutte, natation, football, tennis) mais c’est en gymnastique qu’elle se montre la plus performante. Son équipe de 9 gymnastes est emmenée par Leon Štukelj considéré comme le meilleur gymnaste du monde dans les années 1920 et conquiert 2 médailles d’or à Paris.

## Médailles
| Médaille                       | Nom          | Sport       | Compétition                 |
| ------------------------------ | ------------ | ----------- | --------------------------- |
| Médaille d'or, Jeux olympiques | Leon Štukelj | Gymnastique | Concours général individuel |
| Médaille d'or, Jeux olympiques | Leon Štukelj | Gymnastique | Barre fixe                  |

## Sources
- (fr) Yougoslavie sur le site du Comité international olympique
- (en) Bilan complet sur le site olympedia.org